# Steen der Zeven Heerlijkheden

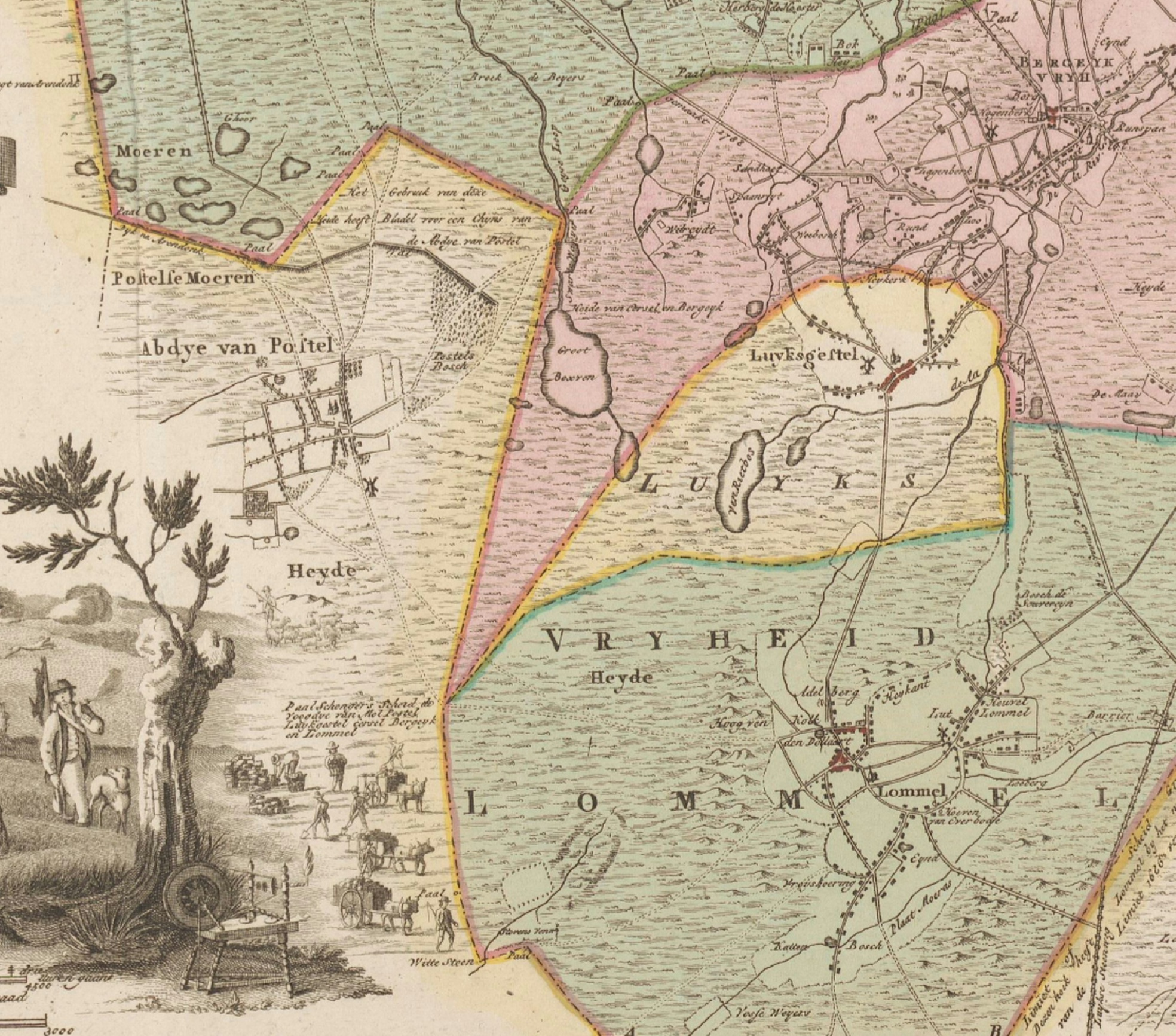
Kaart van de Meierij van 's-Hertogenbosch eind 18e eeuw, waarin de grenssteen wordt aangeduid als Paal Schongors en waarbij de oude grenzen nog gehandhaafd worden rondom de plaatsen: Bergeijk, Lommel, Luyksgestel en Postel. De voogdij Mol, Balen en Dessel valt weg achter de bijgevoegde afbeelding.

De Steen der Zeven Heerlijkheden is een (voogdij)grenspaal uit omstreeks 1620 die zich op de grens van de gemeenten Lommel en Mol bevindt, een honderdtal meter ten noorden van de buurtschap Blauwe Kei. Hij werd al vermeld in 1331 als Paal van Schoongars, wat de oorspronkijke naam is, deed grofweg anderhalve eeuw dienst als drielandenpunt en vormde eeuwenlang de verbinding tussen de Zeven Heerlijkheden uit de Kempen.

## Etymologie
De oorspronkelijke naam Schoongars is afgeleid van Schoon gras, wat in het huidige Nederlands mooi gras of mooie weide betekend. Het werd in de loop der eeuwen op verschillende manieren geschreven: Sc(h)o(e)n-, Sc(h)o(o)n-, -gairs, -gras, -gors, -gers. De benaming zou ook kunnen verwijzen naar een merkwaardige plaats.

## Geschiedenis

### IJstijd
De steen is een van de vele keien die de heides in dit gebied rijk is, veelal blauwkleurige leistenen van groot formaat die door de oude loop van de Maas zouden zijn aangevoerd in de loop der ijstijden, toen rotsblokken uit het zuiden werden meegesleurd door de stroom van gletsjers en smeltwater. 

### Benoeming tot grenssteen
Deze kei werd begin 17e eeuw geplaatst als grenspaal, daarvoor bestond deze grensmarkering uit een markante eikenboom.

### Drielandenpunt
Deze grenssteen vormde sinds de Vrede  van Münster (1648), toen de Noordelijke Nederlanden gescheiden werden van de Zuidelijke, een drielandenpunt want hier kwam de Republiek der Verenigde Nederlanden, met de heerlijkheden Bergeijk en Lommel, samen met de Spaanse Nederlanden, met Balen, Dessel, Mol en Postel, en het Prinsbisdom Luik, met Luyksgestel, bij elkaar en stonden om die reden bekend als de Zeven Heerlijkheden.
Het was tot aan de Franse tijd het meest noordelijke punt van de vrijheid Mol, die samen met Balen en Dessel een voogdij vormde. Postel was een zelfstandig kloostergebied van de Abdij van Postel, dat bindingen had met de Meierij van 's-Hertogenbosch en mogelijk zelfs met Reusel.
Sedert de uitruil van gebieden tussen Nederland en België in 1843 kwam deze grenssteen geheel in België te liggen, maar de ligging ervan is nog altijd aan de topografie te zien, terwijl de steen op de grens van de provincies Limburg en Antwerpen is gelegen. Voorheen kwam daar Noord-Brabant nog bij.

## Verwarring met de Blauwe Kei
De Steen der Zeven Heerlijkheden werd sinds de eerste helft van de 19e eeuw ook wel de Blauwe Kei genoemd. In werkelijk betreft het hier een nabij gelegen grenssteen die onderdeel vormde tussen de grens tussen Mol en Postel. Deze vergissing is voortgekomen door een foutieve benoeming op een van de kaarten van Philippe Vandermaelen. De benaming Blauwe Kei werd klakkeloos overgenomen door verschillende geschiedschrijvers, waaronder Petrus Panken. Dit leidde in 1981, nadat de Steen der Zeven Heerlijkheden opnieuw was opgegraven en opgeknapt, dat de steen gestolen werd door de bewoners van het gehucht Blauwe Kei. De daadwerkelijk Blauwe Kei, welke fungeerde als grenspaal tussen Postel en Mol, raakte eerder al vermist onder het Molse zand nadat in de jaren 20 van de 20e eeuw het kanaal uitgebaggerd en verbreed werd.

## Trivia
- Volksverhalen omtrent deze steen vertelde dat er bloed uit het gesteente kwam zodra je er met een naald of speld in stak.[4]